# (4969) Lawrence
(4969) Lawrence ist ein Asteroid des Hauptgürtels, der am 4. Oktober 1986 von der US-amerikanischen Astronomin Eleanor Helin am Palomar-Observatorium (IAU-Code 675) entdeckt wurde.
Der Asteroid wurde nach dem US-amerikanischen Astronomen Kenneth J. Lawrence (* 1964) benannt, der am Jet Propulsion Laboratory der NASA arbeitet.